# Nobuyuki Kato
Nobuyuki Kato (加藤 信幸 Katō Nobuyuki?,  2 de enero de 1920 - ?) fue un futbolista japonés que se desempeñaba como centrocampista.
En 1951, Kato jugó para la selección de fútbol de Japón. Kato fue elegido para integrar la selección nacional de Japón para los Juegos Asiáticos de 1951.

## Trayectoria

### Clubes
| Club                  | País  | Año         |
| --------------------- | ----- | ----------- |
| Tanabe Pharmaceutical | Japón | 1947 - ???? |

### Selección nacional
| Selección | País  | Año  |
| --------- | ----- | ---- |
| Absoluta  | Japón | 1951 |

## Estadística de equipo nacional
| Selección de Japón | Selección de Japón | Selección de Japón |
| Año                | Part.              | Goles              |
| ------------------ | ------------------ | ------------------ |
| 1951               | 1                  | 0                  |
| Total              | 1                  | 0                  |